# Eusebio Leal Spengler
Eusebio Leal Spengler   (l'Havana, 11 de setembre de 1942 - l'Havana, 31 de juliol de 2020) fou Doctor en Història per la Universitat de l'Havana. Era director del Museo de la Ciudad i de l'Oficina del Historiador, des de 1968. L'any 1981 se li encarrega la restauració del centre històric de l'Havana, declarat patrimoni mundial per la UNESCO. Era assessor del Congrés d'Integració Cultural Llatinoamericà (CICLA) i diputat a l'Assemblea Nacional. Va publicar, entre d'altres, La Habana, ciudad antigua (Letras Cubanas, L'Havana 1988), Detén el paso caminante (Letras Cubanas, L'Havana 1988) i Regresar en el tiempo (Letras Cubanas, L'Havana 1986). L'any 1998 va ser l'encarregat de realitzar el pregó de les Festes de la Mercè de Barcelona, amb un discurs en què va repassar històricament les relacions entre Barcelona i Catalunya i Cuba.